# Septostomía de Rashkind
La septostomía de Rashkind es un procedimiento médico, realizado durante la cateterización cardíaca, en la cual se utiliza un balón para aumentar el tamaño del foramen oval, de tal forma de incrementar el flujo sanguíneo interauricular para mejorar la oxigenación en los pacientes con cardiopatías congénitas cianóticas. Fue desarrollada en 1966 por el cirujano americano William Rashkind y William Miller en el hospital pediátrico de Filadelfia.
- Datos: Q1413499